# Сидар-Фолс
Си́дар-Фолс (англ. Cedar Falls) — город в округе Блэк-Хок, Айова, США, место нахождения одного из трёх публичных университетов в Айове, Университета Северной Айовы. Население составляло 39 260 жителей (по данным переписи 2010 года). Оно выросло по сравнению с 36 145 человек (по данным переписи 2000 года). У города меньшее население из двух крупнейших городов в агломерации Уотерлу—Сидар-Фолс.

## История
Сидар-Фолс был основан в 1845 году Уильямом Стургисом и первоначально именовался Стургис-Фолс, по фамилии первой семьи, поселившейся в данной местности. Первыми постоянными поселенцами были Уильям Стургис и его шурин Эрасмус Адамс. Этих поселенцев привлекли лес, прерия для ферм и река Сидар-Ривер, как источник питьевой воды, путь сообщения и источник энергии. 
В 1850 году Джон и Демпси Оверман, совместно с Джоном Барриком, купили участок у семьи Стургисов и переименовали населённый пункт в Сидар-Фолс.

## Известные жители
- Гиш, Аннабет